# Улица Дзержинского (Таганрог)
Улица Дзержинского — одна из самых протяжённых улиц города Таганрога (Ростовская область).

## География
Улица Дзержинского расположена между улицей Фрунзе и улицей Москатова, фактически соединяя собой две вокзальные площади, Площадь Восстания и Привокзальную площадь. Протяжённость 4565 метров. Нумерация домов ведётся от улицы Фрунзе.

## История
Прежнее название — Старопочтовая улица.
В 1926 году на окончание работ по замощению Старопочтовой улицы от городского шлагбаума до железнодорожного переезда металлургического завода Горсоветом была выделена сумма в 27 131 рубль.
В 1926 году была переименована в честь политического деятеля и основателя ВЧК Ф. Э. Дзержинского. В Таганроге Феликс Дзержинский не бывал, хотя его отец, Эдмунд Иосифович Дзержинский несколько лет преподавал математику в Таганрогской классической мужской гимназии.
Тем не менее, определённые отношения связывают Таганрог и Ф. Э. Дзержинского: он спас в 1922 году Таганрогский металлургический завод от закрытия. Трест «Югосталь», которому подчинялся Таганрогский металлургический завод, в 1922 году решил, что восстановление завода невозможно и он непригоден к дальнейшей работе. Был начат демонтаж оборудования, и только вмешательство председателя ВСНХ СССР Дзержинского спасло завод от ликвидации. И это обстоятельство придаёт названию улицы определённый смысл, поскольку улица Дзержинского на сегодняшний является главной магистралью, связывающей старую историческую часть города с районом металлургического завода.

## На улице расположены
- Школа № 21 — ул. Дзержинского, 67-а.
- Свято-Георгиевский храм (угол Машинного пер. и ул. Дзержинского)[6]
- Школа № 11 — ул. Дзержинского, 115.
- Школа № 24 — ул. Дзержинского, 149.
- Конгресс-отель «Таганрог» и развлекательный центр «НЕО» — ул. Дзержинского, 161.
- Роща «Дубки»
- Медицинский консультативно-диагностический центр — ул. Дзержинского, 156.

## Памятники
- Памятный знак «Шлагбаум» — угол ул. Дзержинского и Петровской ул..
- Бюст Василия Маргелова — угол ул. Дзержинского и Петровской ул..
- Памятник жертвам радиационных катастроф — ул. Дзержинского, 156-1.
- Памятник Ф. Э. Дзержинскому — ул. Дзержинского, 191.

## Проблемы улицы
- Одной из самых старых и острых проблем улицы Дзержинского являются постоянные пробки, создаваемые пересекающим улицу железнодорожным переездом в районе Таганрогского металлургического завода[7]. Манёвры заводских тепловозов и железнодорожных составов надолго задерживают движение городского транспорта[7]. Дебаты о необходимости за счёт средств металлургического завода или федерального финансирования построить через этот железнодорожный переезд мост ведутся уже десятки лет, но проблема до сих пор не решена[7]. В 1990-е годы по инициативе Ивана Бардукова и Семёна Нечаева рассматривался вопрос о переводе транспортного потока на Мало-Почтовую улицу, идущую параллельно улице Дзержинского, уже даже были начаты работы на Мало-Почтовой улице по подготовке трассы под автодорогу и переносу водонесущих сетей, но перспективное решение, крайне необходимое для всего города, «заморозили»[7].